# Одинокие волки
«Одинокие во́лки» (англ. Wolfs) — художественный фильм режиссёра Джона Уоттса в жанре комедийного боевика. Главные роли в нём играют Брэд Питт, Джордж Клуни и Остин Абрамс. Премьера состоялась на 81-м Венецианском кинофестивале 1 сентября 2024 года.

## Сюжет
Главные герои фильма — двое «чистильщиков». Первого из них, персонажа Джорджа Клуни, вызывает в пентхаус роскошного отеля в Нью-Йорке окружной прокурор Маргарет. Она «сняла» в баре парня и в результате несчастного случая он, предположительно, умер.  От трупа парня и нужно избавиться. Вторым в номер прибывает персонаж Брэда Питта, его вызвала владелец отеля Пэм. Номер был под видеонаблюдением. Далее выясняется, что парень не умер, но едва жив от передозировки, а в его вещах обнаружена большая партия наркотиков. Двоим немолодым чистильщикам, исповедующим сходный подход к работе, поневоле приходится заняться одним делом сообща.

## В ролях
- Брэд Питт — человек Пэм
- Джордж Клуни — человек Маргарет
- Остин Абрамс — парень
- Эми Райан — Маргарет
- Пурна Джаганнатан — Джун
- Златко Бурич — Димитрий
- Ричард Кайнд — отец Кида

## Производство
Проект был анонсирован в сентябре 2021 года. Джон Уоттс стал сценаристом, Джордж Клуни и Брэд Питт — продюсерами и исполнителями главных ролей. Съёмки начались в Нью-Йорке в январе 2023 года, тогда же стало известно, что к касту присоединилась Эми Райан. В феврале роль в фильме получил Остин Абрамс. Премьера картины состоялась на 81-м Венецианском кинофестивале 1 сентября 2024 года.
В августе 2024 года студия Apple Original Films начала работу над сиквелом «Одиноких волков».
24 Ноября 2024 года, режиссер фильма «Одинокие волки» Джон Уоттс заявил в интервью, что отменил съемки сиквела из-за разногласий с компанией  Apple